# Vincenzo Comi (chimico)
Vincenzo Comi (Torano Nuovo, 3 novembre 1765 – Giulianova, 10 ottobre 1835) è stato un chimico, medico, politico e industriale italiano.

## Gli studi e gli anni a Napoli
Appartenente ad una famiglia oriunda di Lucera, nacque a Torano Nuovo in provincia di Teramo da Alessio, di professione sarto artigiano, e da Rosaria Cascioli. Avviato agli studi dal parroco di Torano, Don Antonino De Ascentiis, questi ne intuì le qualità particolari. All'età di 15 anni fu mandato a studiare a Teramo ed il padre, per seguire da vicino il figlio, vendette la casa ed i terreni e vi si trasferì con tutta la famiglia. Vincenzo rivelò presto grande interesse per la fisica e la chimica, e dopo gli studi superiori si trasferì a Napoli dove conseguì la laurea in medicina. Qui egli approfondì lo studio delle fisica e delle scienze naturali, al punto che il celebre scienziato Lazzaro Spallanzani, dovendo visitare l'Italia meridionale per compiere degli studi sul suolo, volle essere accompagnato da lui. In questo viaggio si verificò un grave incidente: trovatosi sul Vesuvio ad osservare i fenomeni eruttivi, Vincenzo Comi, preso dall'entusiasmo si avvicinò così tanto da rischiare la vita, e solo una guida, con lo stesso Spallanzani, riuscirono a tirarlo via a forza. L'aver respirato le esalazioni provenienti dal vulcano gli provocarono gravi lesioni ai polmoni ed una patologia cronica che lo afflisse per il resto della sua vita. Nel corso di questo viaggio ebbe di frequentare gli ambienti più qualificati, stringendo amicizia con gli scienziati più in vista del tempo. Visitò la Mofeta di Ansanto di Avellino, il Pulo di Molfetta e le sorgenti di acqua minerale di Salerno, compiendo degli studi e ricavandone delle memorie, che vennero pubblicate a Napoli.

## Il ritorno a Teramo e le prime iniziative
Tornò a Teramo alla fine del 1790 ed esercitò la professione di medico, ma solo gratuitamente, in favore di amici e poveri. Qui, affiancato da Orazio Delfico e dall'abate Quartapelle, anch'essi appassionati di scienze naturali, iniziò a percorrere le contrade teramane, per studiarne il suolo, scoprendo alcuni filoni di carbon fossile e tracce di petrolio.
Insieme alla tensione per gli studi, si manifestò presto in Vincenzo Comi la spinta per l'applicazione pratica delle sue intuizioni e scoperte, ma non disponendo di fondi, inizialmente dovette limitarsi ad inviare memorie scientifiche per trovare dei finanziatori. Inviò una relazione scientifica "Al supremo Consiglio delle Reali Finanze", proponendo la realizzazione di una fabbrica del sale di Glauber (si tratta del Solfato di sodio decaidrato), in sostituzione della magnesia, in quei tempi famoso purgante. Inoltre propone di creare un'allumiera artificiale, sostituendo all'allume l'argilla pura.
Queste iniziative non ebbero alcuna realizzazione pratica, ed il Comi si dedicò ad una sistematica attività di promozione scientifica. Nel 1791 pensò ad una pubblicazione in volumi di una specie di notiziario, che vide la luce nel marzo 1792, ma che purtroppo si fermò nel successivo febbraio, al sesto volume. La pubblicazione bimestrale, dal titolo "Il commercio scientifico d'Europa col Regno delle Due Sicilie", era una sorta di enciclopedia del sapere e nello stesso tempo giornale scientifico, e riportava studi e notizie su ciò che si produceva in Europa nel campo delle scienze, dell'artigianato e delle industrie, anche se non mancavano le notizie di carattere locale e regionale (come l'inoculazione del vaiolo a Teramo).

## La svolta industriale
L'attività industriale del Comi fu variegata e per certi versi innovativa: nel 1793 egli realizzò uno stabilimento per la produzione del cremore di tartaro, sorto a Porta San Giorgio sui ruderi del Castello di Giosia Acquaviva, quindi nei primi anni dell'Ottocento iniziò ad espandere progressivamente la sua attività industriale. Nel 1802 aprì una fabbrica per la concia delle pelli, per fare il cuoio. Nel 1803, per l'impossibilità di importare dall'estero il materiale necessario alla concia (galla, sommacco, vallonea), dimostrò di poter ricavare il tannino dalla scorza della quercia, come mai era stato fatto prima; la scoperta venne applicata poi su larghissima scala. Nel 1804 aprì a Grottammare (Ascoli Piceno) un altro stabilimento per la produzione del cremore di tartaro, diretta dal primo figlio del Comi, Raffaele. Nel 1809 aprì a Teramo una fabbrica di liquirizia, e sempre nello stesso anno anche una fabbrica di potassa a Teramo, ed un'altra a Grottammare. Nel 1811 acquistò a Giulianova il Convento dei Cappuccini, dando inizio a quello che potrebbe essere definito un complesso industriale, comprendente le attività già sperimentate: produzione di cremore di tartaro, di liquirizia e concia delle pelli. Infine creò a Teramo una distilleria alcoolica. Le sue fabbriche prosperarono al punto tale da poter essere in grado di allacciare vasti rapporti commerciali con l'estero.

## L'attività culturale
Nel 1810 viene costituita a Teramo la Società di Agricoltura (18 febbraio) di cui Vincenzo Comi venne nominato segretario. La società aveva lo scopo di favorire il miglioramento agricolo, industriale e commerciale della provincia (come le odierne Camere di Commercio), ed anche in questo campo il Comi si rivelò un precursore dei tempi. Scriveva: "Si diano in proprietà le immense terre componenti il Tavoliere (delle Puglie), i demani, i regii stucchi... Acquisteranno le terre una nuova energia. Gli uomini saranno più attaccati alla loro patria per mezzo della proprietà". Nel suo manoscritto "Progetto di una società agraria" il Comi si auspicava lo stanziamento di somme in denaro da dare ai proprietari con l'obbligo di migliorare la coltura dei campi, l'allevamento del bestiame, la pastorizia e la piantagione degli alberi e di introdurre nuove sementi, nuove piante, nuove razze animali, come merinos e vacche svizzere.

## Deputato a Napoli
Politicamente il Comi manifestò la sua simpatia per le nuove idee di libertà scaturite dalla Rivoluzione francese; dopo la rioccupazione di Teramo (18 dicembre 1798) subì per rappresaglia la devastazione della casa, e la distruzione delle fabbriche di liquirizia e di distilleria, con il conseguente esilio a Grottammare. Quando poi il Re di Napoli concesse la prima volta la costituzione (13 luglio 1820) e vennero indette le elezioni, il collegio teramano mandò al Parlamento Napoletano anche il creativo teramano. In questo ambito il Comi mise a disposizione l'ampia esperienza maturata nel campo industriale e delle scienze, e venne nominato nella "quinta" commissione, che si occupava di commercio, agricoltura, artigianato ed industria. Della sua attività parlamentare si ricorda: la presenza di una istanza "di alcuni fabbricanti di terraglia, ossia maiolica, del Comune di Castelli, affinché si accordasse un incoraggiamento alle loro fabbriche decadute, per vari ostacoli, dalla loro antica prosperità"; un "progetto di decreto" per la realizzazione delle "casse ipotecarie nelle province del Regno Unito delle Due Sicilie": si trattava della costituzione di Istituti di credito per abbattere "l'idra divoratrice di orrende usure" e per difendere "il proprietario, l'agricoltore, l'artista (cioè l'artigiano), il manifatturiere, il commerciante" dai "funesti effetti della mancanza dei mezzi" che spesso li costringevano a svendere i prodotti (discorso pubblicato dal "Giornale costituzionale", Napoli 1821). In sostanza era quello un progetto di legge che precorreva la istituzione degli istituti bancari come le odierne Casse di Risparmio.

## Il rientro a Teramo
Nel 1821 il Comi tornò a Teramo e l'anno successivo aprì la sua quarta fabbrica a Popoli, dove nel 1823 iniziò la produzione del cremore di tartaro. Gli anni che seguirono furono contrassegnati però da problemi familiari, lutti e dall'aggravamento dei problemi di salute che lo affliggevano dalla gioventù, che lo condurranno ad una morte prematura. In campo scientifico, nonostante la salute malferma, si dedicò al perfezionamento dell'uso del tannino, sul quale scrisse una memoria che inviò all'Accademia dei Lincei, per chiederne il brevetto. Inoltre propose al Papa di aprire una fabbrica nel Lazio. Profuse le sue ultime energie anche nello studio della meccanica, nella distillazione, nella fabbricazione di liquori, e alla preparazione di vini di migliore qualità.

## I lutti e gli ultimi anni
Vincenzo Comi, che si era stabilito definitivamente a Giulianova, aveva ormai affidato ai fratelli ed ai figli le fabbriche di Grottammare, mentre aveva tenuto per sé il complesso industriale giuliese. Insieme ai problemi di salute, una serie di vicissitudini familiari e gravi lutti ne fiaccarono le ultime energie. Nel 1828 viene imprigionato il carissimo fratello Francesco, per simulato tradimento; poi venne a trovarsi aspramente in disaccordo con il figlio Riccardo, ed infine perdette tragicamente il figlio Enrico. Questi, inviato dal padre a Trieste con una nave carica di merci, vendette tutto e con il denaro ricavato, invece di ritornare a Teramo, si fermò a Trieste, a caccia di divertimenti. Dopo aver dilapidato tutto, fu costretto a rientrare con mezzi di fortuna. Giunto a Chieti in cattive condizioni di salute, fu raggiunto dal padre, il quale lo caricò nella sua carrozza, ma il figlio morì durante il viaggio di rientro a Giulianova. Quando nel 1829 perdette anche la madre, la patologia sofferta dai polmoni per le esalazioni respirate in gioventù sul Vesuvio si aggravò ulteriormente: egli era afflitto da un "catarro soffocante e mortale". Lo scienziato ed industriale teramano morì a Giulianova nel 1830, all'età di 66 anni.

## Intitolazioni
Al nome di Vincenzo Comi sono intitolati a Teramo dal 1882 l'Istituto Tecnico Commerciale ed una strada del centro cittadino. Anche altri comuni hanno intitolato strade e piazze all'industriale abruzzese: Torano Nuovo, Roseto degli Abruzzi.